# Oricola
Oricola település Olaszországban, Abruzzo régióban, L’Aquila megyében. Lakosainak száma 1250 fő (2023. január 1.). Oricola Carsoli, Pereto, Rocca di Botte, Vivaro Romano, Arsoli, Riofreddo és Vallinfreda községekkel határos.

## Népesség
A település lakossága az elmúlt években az alábbi módon változott:
| Lakosok száma | 1227 | 1251 | 1250 |
|               | 2017 | 2018 | 2023 |